# 年中無休★サンタさん!
『年中無休★サンタさん！』（ねんじゅうむきゅうサンタさん）は、仏さんじょによる日本の漫画作品。『月刊ComicREX』（一迅社）にて、2009年8月号から2011年7月号まで連載。

## あらすじ
三田燦（みた さん）は真面目で優等生な女子高生。だが実は、「プレゼンツ」と呼ばれる悪と戦うサンタさんだった!今日も彼女は空を舞う。

## 登場人物
三田燦（みた さん）
ある日、母から『自分の家系がサンタを継ぐ家系である』ことを告げられた黒髪ロングに紫の瞳の女子高生。幼馴染の高尚（後述）から「サンタさん」とからわかれていたことを未だに気にしている。「プレゼンツ」と呼ばれる大切にされなかったクリスマスプレゼントが邪悪化した悪と戦うことになってしまい、毎回毎回恥ずかしいポーズで変身し、「プレゼンツ」を倒している。
パンディ
燦が小さい頃にクリスマスプレゼントとして貰った白いクマのぬいぐるみだったが、汚れてしまったため高尚がパンダに改造した。燦が16歳になった日に、「本物のサンタ」にするための手紙を持ってきた。名前の由来は「ダンディなパンダ」。
白金高尚（しろがね　たかなお）
燦の幼馴染で、燦のことを「サンタさん」と呼んでからかってきた同級生。実は「がっかり会長」のことが好き。燦が「本物のサンタ」であることを知る唯一の人物でもある。
蓮沼本見（はすぬま　もとみ）
明るく無邪気な生徒会長。何をやっても失敗してしまうので、周りからは通称「がっかり会長」と呼ばれている。本人はそのことにもめげずに頑張っているが、結局は失敗の連続である。
会計くん＆書記ちゃん
登場しながらも名前すら貰えなかったある意味悲しい存在。容姿は前作「ろりぽ∞」の元山タケシと蓮華寺ほだかに似ている。
プレゼンツ
大切にされなかったクリスマスプレゼントが怨念を抱き邪悪化した存在で、「プレゼントボックス」と呼ばれる空間の中に閉じ込められた人間をおもちゃに変えてしまうという能力を持つ。サンタが倒すべき存在。

## 書誌情報
- 仏さんじょ『年中無休★サンタさん！』一迅社〈IDコミックス REXコミックス〉、全4巻
  1. 2009年12月9日発売[2]、ISBN 978-4-7580-6177-3
  2. 2010年9月9日発売[3]、ISBN 978-4-7580-6218-3
  3. 2010年12月27日発売[4]、ISBN 978-4-7580-6228-2
  4. 2011年9月27日発売[5]、ISBN 978-4-7580-6281-7